# Żbikówka
Żbikówka – ciek (rów) w województwie mazowieckim, prawy dopływ Utraty.
Źródła Żbikówki istniały na zachód od dzielnicy Ursus, ujście znajduje się w Pruszkowie, uchodzi do Utraty. Ciek zatracił charakter rzeki i od lat 60. XX wieku nazywany jest Kanałem Konotopy. Wody są zanieczyszczane przez zakłady przemysłowe i kanalizację burzową w Ursusie, Piastowie i dzielnicy Pruszkowa – Żbikowie. W wodę zasilana jest również przez strugi i rowy melioracyjne wsi położonych we wschodniej i południowej części gminy Ożarów Mazowiecki.
- Długość: 6,5 km.

Miejscowości nad Żbikówką:
- Piastów – stanowi północną granicę miasta;
- Pruszków.